# 日本大学馬術部
日本大学保健体育審議会馬術部（にほんだいがくほけんたいいくしんぎかいばじゅつぶ、Nihon Univ. Equestrain Team）は、日本大学の馬術部。

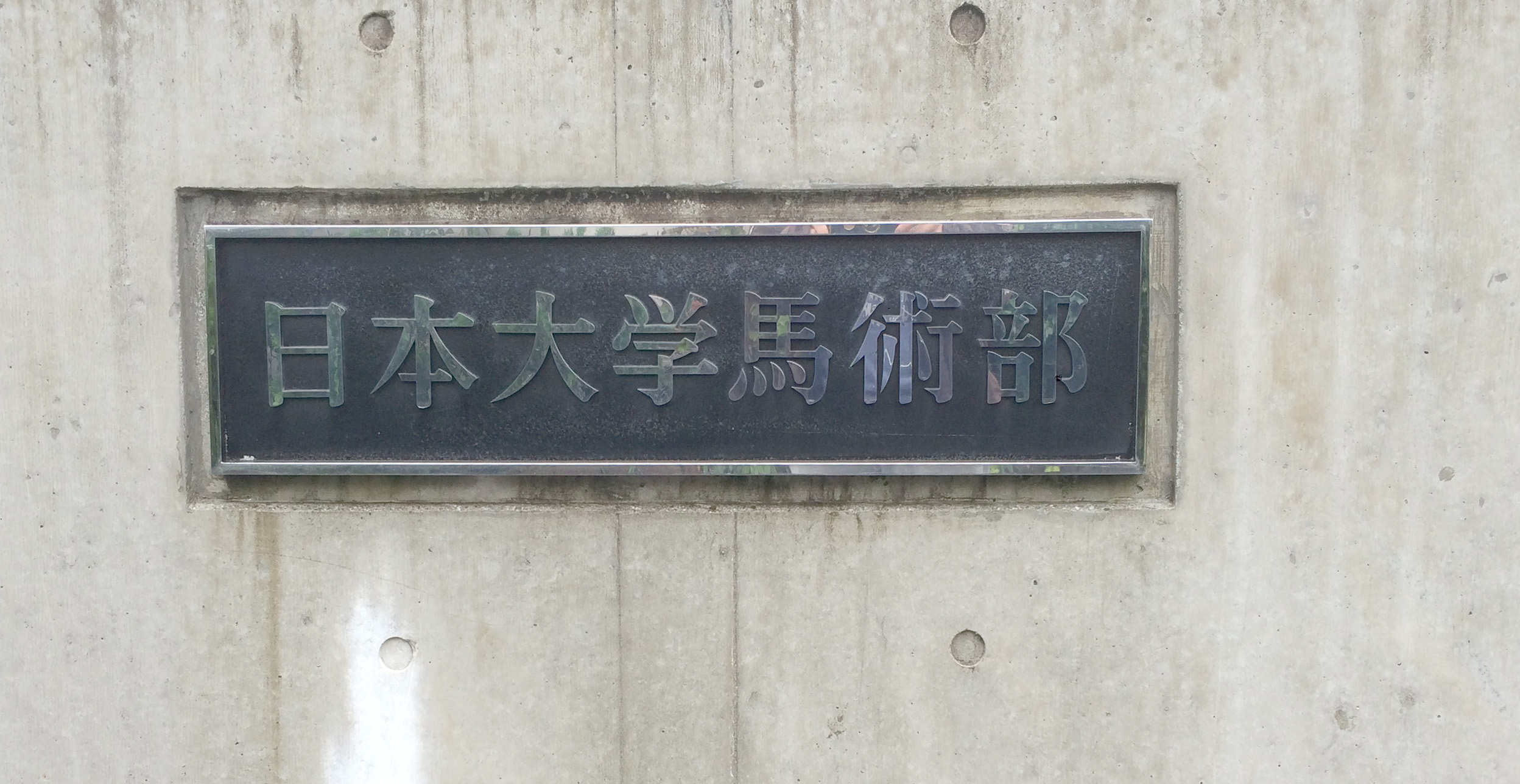
日本大学馬術部表札

## 概要
1924年（大正13年）、当時学生だった鈴木勝（日本大学第6代総長）他、馬術同好の学生有志の手によって創部されたとされている。後藤浩二朗、岩谷一裕、細野茂之といったオリンピック日本代表選手を輩出し、2013年には学生大会での団体優勝合計回数が400を超え、この数字は学生馬術界のトップである。

## 歴史
昭和初期は、陸軍の援助など、国内の学生馬術が活発化した時期であり、日大も高杉耕治など学生馬術の代表選手の活躍もあり、活発な活動を見せた。しかし戦争が本格化するに従い練習環境が悪化。学徒動員などで1944年には休部を余儀なくされた。
戦後は、1947年に現在の文理学部の焼跡に馬房を建設し部を再建。1952年には、東京獣医高専が日本大学との合併により日本大学農学部（現生物資源科学部）となり、その際、馬術部も統合された。その後は馬術部施設を原因とした公害による馬場移転問題が起こり、一時は部の存続すら危ぶまれる事態となり、1957年東都リーグ戦の勝利を最後にしばらく低迷期となる。
1965年にOBである後藤博志が監督に就任すると、1967年に10年ぶりに各大会で勝利を挙げ、その後は現在まで途切れることなく毎年勝利数を積み重ねている。
以降、卒業生の国際大会での活躍も目立ち、1988年ソウルオリンピックから2000年シドニーオリンピックまでの4大会連続で日大馬術部OBが日本代表選手として出場した。

## 現在
2003年よりOBの諸岡慶が監督に就任。2011年には全日本学生馬術三大大会三種目総合で優勝し、18年ぶりに学生日本一となる。その後は連覇を重ね、2016年10月時点で5連覇中。学生大会の合計勝利数は2016年3月時点で442勝。

## 成績
主な成績
| 全日本学生馬術大会三種目総合     | 19回 |
| 同賞典障害飛越競技               | 11回 |
| 同賞典馬場馬術競技               | 18回 |
| 同賞典総合馬術競技               | 21回 |
| 関東学生馬術大会三種目総合       | 27回 |
| 関東学生馬術女子競技大会団体総合 | 37回 |
| 関東学生馬術争覇戦               | 19回 |
| 東都学生馬術大会総合団体         | 41回 |

近年の成績は以下のとおり。
| 年度   | 勝利数 | 全日本学生馬術大会             | 監督   |
| ------ | ------ | ------------------------------ | ------ |
| 2007年 | 7      |                                | 諸岡慶 |
| 2008年 | 14     | 総合馬術                       | 諸岡慶 |
| 2009年 | 8      |                                | 諸岡慶 |
| 2010年 | 14     | 総合馬術                       | 諸岡慶 |
| 2011年 | 15     | 三種目総合                     | 諸岡慶 |
| 2012年 | 14     | 三種目総合、馬場馬術、総合馬術 | 諸岡慶 |
| 2013年 | 15     | 三種目総合、馬場馬術、総合馬術 | 諸岡慶 |
| 2014年 | 15     | 三種目総合、総合馬術           | 諸岡慶 |
| 2015年 | 17     | 三種目総合、馬場馬術           | 諸岡慶 |

## 歴代監督
1946年以前の監督は不明
- 高杉耕治（1947年～1956年）
- 山川光雄（1956年～1965年）
- 後藤博志（1965年～2003年）
- 諸岡慶（2003年～現在）

## 主な出身者
- 鈴木勝（創部者、日本大学第6代総長）
- 高杉耕治（ミュンヘンオリンピック馬術監督）
- 後藤博志（1986年アジア競技大会監督、バルセロナオリンピック・アトランタオリンピック強化担当）
- 植田元（モントリオールオリンピック日本代表）
- 鈴木瑞美子（日本人女性初のクロスカントリー出場、インターナショナルジャッジ取得者）
- 宮崎栄喜（1986年アジア競技大会・ソウルオリンピック・バルセロナオリンピック日本代表）
- 渡辺弘（ソウルオリンピック日本代表）
- 岩谷一裕（ソウルオリンピック・バルセロナオリンピック・アトランタオリンピック日本代表）
- 後藤浩二朗（1986年アジア大会総合馬術団体金メダリスト・個人銅メダリスト、バルセロナオリンピック日本代表）
- 細野茂之（2002年アジア大会総合馬術団体金メダリスト[5]、アトランタオリンピック・シドニーオリンピック日本代表、リオデジャネイロオリンピック馬術監督[6] ）

## 所在地
- 神奈川県藤沢市亀井野840 日本大学馬術部合宿所